# Курувек
Курувек (пол. Kurówek) — село в Польщі, у гміні Зелюв Белхатовського повіту Лодзинського воєводства.
Населення — 415 осіб (2011).
У 1975-1998 роках село належало до Пйотрковського воєводства.

## Демографія
Демографічна структура станом на 31 березня 2011 року:
|          | Загалом | Допрацездатний вік | Працездатний вік | Постпрацездатний вік |
| -------- | ------- | ------------------ | ---------------- | -------------------- |
| Чоловіки | 215     | 45                 | 151              | 19                   |
| Жінки    | 200     | 39                 | 108              | 53                   |
| Разом    | 415     | 84                 | 259              | 72                   |